# Laethem-Sainte-Marie

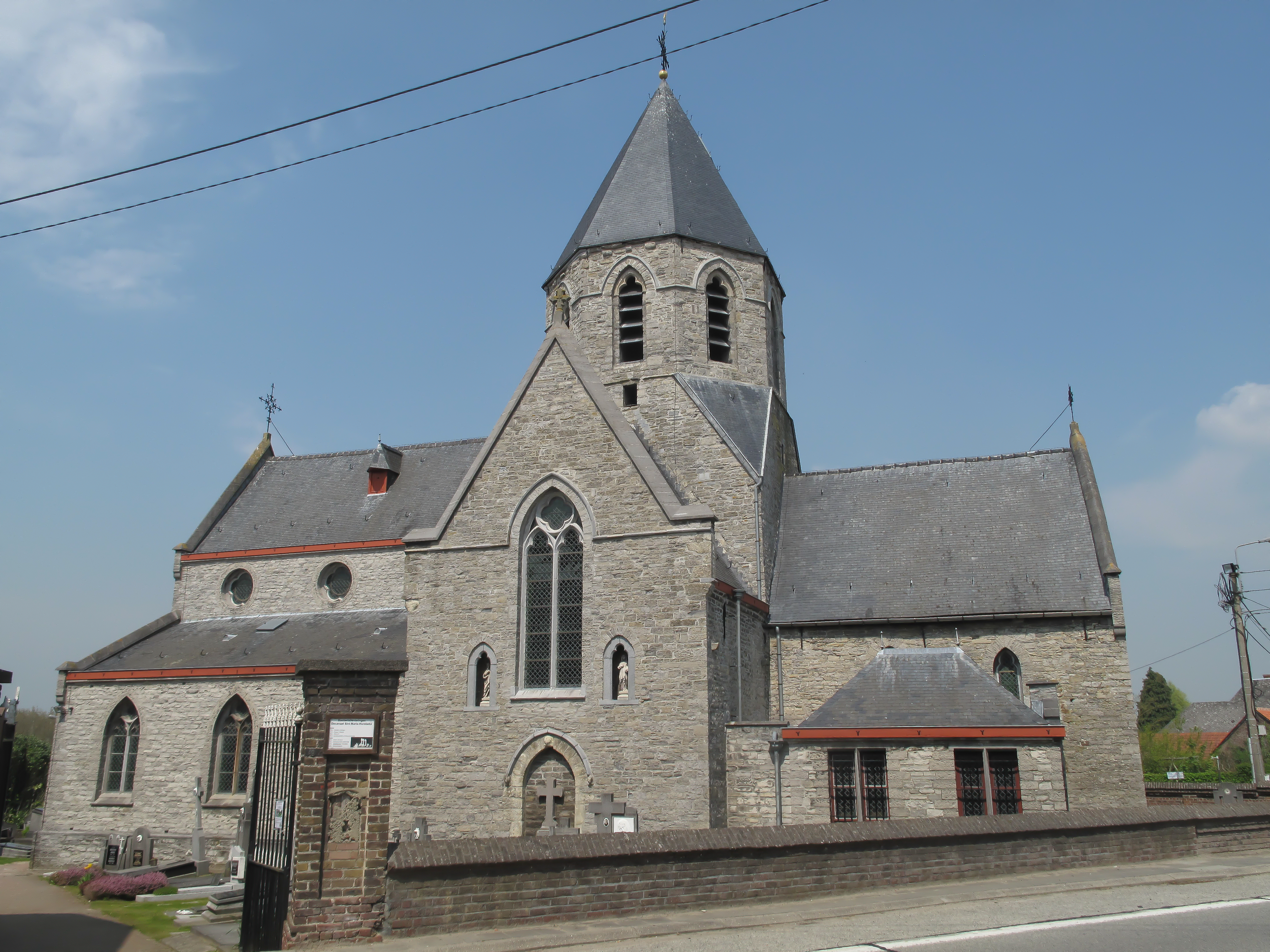
Laethem Sainte Marie, église: de Onze Lieve Vrouwe Zeven Smartenkerk

Laethem-Sainte-Marie (Sint-Maria-Latem en néerlandais) est une section de la commune belge de Zwalin située en Région flamande dans la province de Flandre-Orientale. C'était une commune à part entière avant la fusion des communes de 1971 quand elle sera intégrée dans la commune de Munkzwalm pour devenir en 1977 une section de Zwalin.

## Démographie

### Évolution démographique
- Sources : INS, Rem. : 1831 jusqu'en 1970 = recensements, 1976 = nombre d'habitants au 31 décembre[3].

## Tourisme
Le sentier de grande randonnée 122 traverse le territoire de la localité.